# ジエンド
『ジエンド』は、村枝賢一による日本の漫画。講談社とYahoo!コミックによる「新世代ヒーロー創出」を提唱する協同企画ウェブコミック誌『ヒーロークロスライン』にウェブコミックとして第1部が連載されたヒーロー漫画。それに加え紙媒体『マガジンSPECIAL』に場を移し、第2部「Z-END」が連載された。
第1部「ジエンド」は連載終了後に同人誌『ヒーロークロスライン アフターミッション』にて連載再開予定だったが、第4巻の続きが1話掲載されたのみとなっている。

## 概要
第1部の配信開始は2007年10月31日、配信終了は2009年3月11日。更新周期は週単位であった。『ヒーロークロスライン』における初期連載作品の一つで、なおかつ同誌の代表的作品である。毎回ノッカーズの誕生をプロローグとして紹介したり、番外編「HXL SCIENCE LECTURE STORY」では、ヒーロークロスライン全体の世界観に関する解説を掲載した。2008年3月20日より有料電子書籍版配信開始、翌21日には単行本第1巻発売、以降単行本と並行して配信される有料版の配信開始に伴い、第2話以降収録分話数の無料公開は順次終了するが、第1話及び単行本・有料版未収録の比較的新しい話数をYahoo!コミックにて無料で読むことが出来た。なお、現在では配信サイト自体がリンク切れとなっており、無料で読むことはできない。
母体であった『月刊マガジンZ』の休刊に伴うウェブコミック誌『ヒーロークロスライン』の配信終了に際し、第1部「ジエンド」は第36話で休止される。第1部が休止中の間に第2部「Z-END」が掲載誌を『マガジンSPECIAL』に移し、2009年8月20日発売のNo.9より連載開始した。「Z-END」は2010年5月20日発売のNo.6にて連載終了し、描き下ろしを加え、後述の『サンデー×マガジン クロスライン』を収録した第2巻が刊行された。
休止していた「ジエンド」は、2010年8月13日から15日にかけて開催されたコミックマーケット78にて同人サークル『ヒーロークロスライン』から発行された同人誌『ヒーロークロスライン アフターミッション』03より連載を再開する予定だったが、発表されているのはこの03に掲載された第37話のみとなっている。
小学館『週刊少年サンデー』2009年32号、および同日発売の講談社『週刊少年マガジン』32号に『サンデー×マガジン クロスライン』として「AUSDYN〜オースダイン〜」、「MINEZAAG〜マインザーグ〜」の2作品が読切掲載された。この両作品は第1部「ジエンド」から数ヶ月後の物語であり、その第1部から主人公を取り巻く状況が少し変わった世界観で第2部「Z-END」の物語が描かれていった。
様々な“世界の終わり”を経験してきた“最強のノッカーズ”〈ジエンド〉の能力を持つ高校生・明超次が、“この世界の終わり”を避けるべく、欲望のままに犯罪を繰り返すノッカーズ犯罪者や彼らを扇動し世界の崩壊を目論む能力者、あるいは偏見による弾圧や差別を行う人々（ノーマル）が引き起こすいろいろな困難に立ち向かうアクションストーリー漫画である。
第1部タイトルは作品掲載時「ジエンド」の文字の背景に炎の様なデザインで「炎人」の文字が配され、付近に「The last hero comes alive」（回によって大文字・小文字や、末尾に「!!」が付くなどの差異がある）と表記される。講談社『マガジンZ』公式サイトにおける単行本情報ではこれら表記をまとめた『ジエンド 炎人 The last hero comes alive』とも表記される。
世界観については作品共通の世界観も参照。

## あらすじ
第一部
1999年9月26日、瓦礫と化したデパートのペット売り場でノッカーズ犯罪者に追いつめられた少年は、頭上で逆さに燃え盛る都市を見ると同時に、世界の終焉を嘆く異形の人影に遭遇する。少年に迫っていたノッカーズ犯罪者は、彼の顔が異形に変貌するのを見た。
10年後、新宿のコンビニエンスストアでノッカーズによる強盗事件が発生する。早速、取材に駆けつけた高校1年生の麻生しげるは、自分と同じ学校の2年生・明超次が犯人と乱闘を始めるのを目撃し、その最中に異様に変貌した超次の拳に気づく。詰め寄るしげるを軽くあしらった超次はさらわれた入間の行方を追い、駆けつけた地下駐車場内で遭遇したノッカーズと『BOOTS』の凄惨な衝突現場の事態を収拾すべく、封印し続けていた能力を遂に解放して炎のノッカーズ〈ジエンド〉となるのだった。
第二部
最強にして最悪と呼ばれたノッカーズ「Z-END」が現われてから1年あまり。いつしか「とあるアドレスにメールを送るとZ-ENDが助けてくれる」という、そんな不思議な噂話が広まっていた。
中学生・河内大志は姿を消したノッカーズの同級生を探すうちにインターネットでZ-ENDに届くという「メールアドレス」を見つける。メールの送信が108回に及んだ時に届いた返信で指定された場所は、ノーマルは誰も近づこうとしない「ノッカーズ・スラム」と呼ばれる地域のレストラン「猟犬亭（ガンドッグ）」だった。大志は猟犬亭に勤める料理人の超次に会うが、ノッカーズが廃ビルに立てこもった事件を伝えるニュース速報の映像には、探していた同級生・新郷成の姿があった。

## 登場キャラクター
声は特記のない限りドラマCD『銀河ロイド コスモX IN ヒーロークロスライン ドラマCD』での声優の表記、演は創作集団『ら・むうん』が撮影した実写音楽PVでの役者。
ジエンド
声 - 高木渉
この作品におけるヒーロー。身体形状や大きさなどはヒト同様だが、全身が炎の様に真っ赤で、口はヒト同様の形状ながら眼や鼻など少なくともヒトと同形の器官は無く、代わりに額から口の上にかけ縦に2つ、水色に発光する大きな円形の器官が並んでいる。また、耳とこめかみに当たる部分には左右2本ずつの角状の突起が生えており、後頭部・肩部・肘部からは炎が吹き上がっている。ヒトと同じ位置にある心臓は円形の装甲で覆われ緑色に発光する以外は、一見するとブーストする前のBOOTSのインナースーツにも見える、つなぎ目のようなラインのある人間である。しかし、あまりにも強大な能力は自分の意志のみでは全く制御できない。変身すると外部に対する感覚の消失が起こり、力が強すぎて満足に動く事もできなくなる。
幼少期に力を暴走させて以来およそ10年間、能力を封印する。成長後、シュライクの引き起こした事態収束のために力を使う覚悟をするが、果てしなく湧き上がる炎と鼓動を安定させるために約10体（高寺博士の検証では12体）のブースターを吸収し、第13話以降は全身を装甲で覆われている。自分の意思で装甲を展開することが可能となっており、手の平の装甲を開いて吹き上げる炎を主体とする。それを使い、地面に溜まった水を一瞬にして蒸発させ、周囲の視界を奪う「ヴェイパーエクスプロージョン」、腕を勢いよく引くことで生じる筒状の真空に向けて炎を打ち出し、目標に向け直線状に攻撃する「バックドラフト」などの技を使う（第2部開始時現在）。
本来のジエンドの物ではない異物を吸収した代償として、人間体の状態でも体型が変わることはないものの、約100kgに体重が増加しており（着衣状態で100.02kg）、耳にはピアスのような形状で金属パーツが露出している。高階から説明を受けて以降、このパーツを指ではじき『ブースト』の起動ワードを叫び変身する。この状態時は携帯などの持ち物もブースター内部に収容されており任意に取り出すことも出来るが、気が高ぶっていると自然と高温状態になるため燃えてしまう。
多世界において度々世界の終焉に関わってきた存在であり、消滅した世界から転移する度に能力を雪だるま式に蓄積した結果、とても強大な能力を持つ（オプイェクト曰く“災害レベルの力を持つ最強のノッカーズ”）。公式同人誌AFTER MISSION 02ではその力の絶大さを挙げられており、寿司の松・竹・梅で例えた場合「普通使うバックドラフトは梅」「竹で惑星破壊レベル」「松に至っては恒星破壊レベル」と作中でも桁違いの力を有していることが描かれている。
歴代「ジエンド」の意識は彼自身には無く、あくまで超次の意思で行動する。その名はあまりに強大な力ゆえ彼自身の意図とは無関係に世界の終焉を導いてしまう「The End」、また炎のノッカーズを意味する「The 炎人」、さらに既に能力の蓄積が限界に達し現在の（超次らの）世界が彼の存在しうる最後の場であることを意味することが、シュライクやオプイェクトにより語られている。
『サンデー×マガジン クロスライン』では「Z-END」という表記が使用され、本人も使用している。
明 超次（あかり ちょうじ）
声 - 高木渉
演 - 大高雄一郎
この作品の主人公で、17歳の高校2年生男子。現在の「ジエンド」の継承者。肩まで伸ばした長髪と鋭い目つきを持つ少年。母親と共に西新宿界隈では有名な人物で、警察やチンピラなどにもよく知られる。粗野で面倒なことを嫌う、いわゆる「口より先に手が出る」性格で学校でも問題生徒扱いされるが、一方でノッカーズである入間を思いやる優しさや、ノッカーズ犯罪者やBOOTS部隊にさえ素手で立ち向かう勇敢さを持つ。
不公平や理不尽を嫌い、「ノッカーズだから」と言って自身を特別視し犯罪に走る者や、逆に一方的に断罪・差別されるのは勿論、権力や力を振りかざす者に対して怒りをぶつける事も少なくない。しかしその一方で、被害や不利・不平等が自分のみに向けられる限り、特に反論する事も無く行動し続ける事が多い。母親である真澄に対しても普段「ババア」と呼び反抗的に接するが、彼女の言いつけを守って能力を10年間封印し続け、能力を解放する際にはその場に居ない彼女に対し謝罪を口にしたり、第17話でのしげるに対する発言からも、彼なりに母親への想いが窺える。
オルタレイション・バーストが起きた1999年9月26日、当時7歳の彼は新宿の百貨店「ユナード」のペット売り場において動物虐待嗜好を持つノッカーズ犯罪者に追い詰められた際、頭上に終焉を迎えた異世界を目撃、そこで哀しみを訴えるジエンドと遭遇し、直後に彼の能力を受け継ぐが、その力を制御しきれず、眼前のノッカーズ犯罪者もろとも百貨店ビルを両断、倒壊させ、“オルタレイション・バーストを象徴する最大級のノッカーズ災害”を引き起こしてしまう。以来、母親との約束もあり能力を封印し続けたが、急増するノッカーズ犯罪によってノーマル（能力を持たない人々）の間にノッカーズそのものへの偏見と争いの種が拡がるのを嫌い、物語開始以前からしばしばノッカーズ犯罪者に生身で立ち向かっていた。2009年、ラフ・Jに連れ去られた入間を救出すべく新宿にある高層ビルの地下駐車場へ向かった彼は、そこに集結した夥しいノッカーズと彼らを包囲するBOOTS部隊との激しい戦闘に巻き込まれ、生身では事態を収拾できないと判断、遂に能力を解放する。不安定な飽和状態に陥った能力の制御を、BOOTSの装備・ブースターを体内に取り込むことで取り戻し、その能力を使って世界を終焉から守ろうと決意した。
第2部ではこなつと共に家を出てノッカーズスラムのレストラン「猟犬亭」の料理人をしつつ、周辺のノッカーズの顔役として暮らしている。料理は沖縄料理を主体としているが全体的に味付けがしょっぱいらしく、事あるごとに味付けの指摘を受けている。ただ、その中で唯一サーターアンダーギーだけは評判がいいらしい。
オプイェクト
ジエンドと共に異世界からやってきた女性科学者。実体を持たず、彼女の持つ情報の一部として世界を転移してきたらしく、現在は明家のペット犬、小夏にその意識を宿している（番外編「HXL SCIENCE LECTURE STORY」では、『アルクベイン』の量子コンピュータ「スパーク」により、「犬の脳に付属する外付けハードディスク」と表現されている）。彼女の意識は超次がジエンドとして活動する時にのみ出現（彼女自身の表現に拠れば「繋がる」）し、超次やシュライクの意識に直接語りかける方法で会話やジエンドに対するアドバイスを行い、第2部ではPCを利用したチャットでスパークとも会話していた。
小夏（こなつ）
明家の飼い犬であるコーギー犬。物語の10年前、ユナード百貨店のペット売り場においてノッカーズ犯罪者に破壊された檻によって重傷を負っていた仔犬で、超次はこれを守ろうとして犯罪者に追い詰められた際にジエンドと邂逅し、一体化した。このとき、仔犬にもジエンドの一部であったオプイェクトの意識が宿され、後に明母子によって引き取られたらしい。現在は成犬に育ち、主に超次と行動を共にしている。
明 真澄（あかり ますみ）
声 - 勝生真沙子
超次の母親。「西新宿の灯台」と呼ばれマスコミでも有名なカリスマ占い師。反抗的な息子に対し、警官から借り受けた警棒で殴りつけたりフライパンを投げつけるなどして圧倒する、明るく強い性格の女性。見かけだけでなく芯から気丈な母親であり、息子が「ジエンド」としてノッカーズ化した事実も当初から受け入れ、ユナード倒壊事件現場で暴走する彼を抱きとめ沈静化させた。彼女の右手の平には、このとき握り締めた超次の手の形に火傷が残っている。
入間 涼（いるま りょう）
超次のクラスメートであった女子生徒。物静かで地味な、クラスでも目立たない少女だった。本人に自覚はないようだが、顔立ち自体は整っていて、均整の取れたプロポーションを持つ美少女。登場人物の中で唯一、明超次の事を「明」と呼ぶ。
あるとき、身体が透明になり物体を透過するノッカーズ能力を持ってしまい、悩んでいたところを同じノッカーズ能力者である超次によって説得され、能力を隠したまま生活を続けていたが、思い立って両親にその能力を見せたところあまりに恐れ驚く彼らの姿を見て、絶望し家を出た。折しも超次を味方に着けようとやって来たラフ・Jと共にシュライクの誘いに応じて新宿の高層ビルへ向かうが、その場で起きた激しい戦闘に巻き込まれ負傷、ジエンドとなった超次により救出され、現在は明家に居候している。
彼女はその能力で相手の身体に浸透し、体内の心臓を直接掴むことさえ出来るが、その方法で人を殺害したことは無く、あくまで脅しのために行っている。また、彼女には能力を行使すると物体を透過する身体から衣服が脱げ落ちる特徴があり、ラフ・Jにより「フルヌード」なるニックネームを与えられたが、彼女自身はこれを嫌がっていた（「ひろよん」にて「村枝先生が『ザ・レース』と言っていた」という作者情報が枠外に掲載されており、この呼称は第2部より登場する）。
ちなみに番外編「HXL SCIENCE LECTURE STORY」において、彼女はノッカーズ能力を説明する例として取り上げられている。それによると、彼女のノッカーズ能力は量子トンネル効果を引き起こすものと説明されている。即ち、多世界において当該効果を発生し得る量子的要素ばかりを抽出して身体を再構成することにより、物体を透過する能力を持つわけである。なお、この説明はオプイェクトが行っているが、入間自身は科学が苦手で理解できず、その場を逃げ出してしまっている。
第2部では猟犬亭でウェイトレスをしているが過去一年より前の記憶を失っており、その為明超次の事を「明」ではなく「超次」と呼ぶ様になっている。何故か髪も白くなった。Z-ENDと量子的に繋がった状態らしく、超次と白夜両方が同時に能力を使っている時のみ記憶が戻る。また記憶喪失状態では超次への好意を隠すことなく見せているほか、全体的に素直な物言いが増えている。公式同人誌AFTER MISSION 01では彼女のエピソードが語られているが、その中で彼女の物質潜航能力は非常にレアケースであることが判明した。
麻生 しげる（あそう しげる）
超次と同じ高校に通う1年A組の男子生徒。ノッカーズ事件に興味を持ち、独自に情報収集を行っている。物語開始以前からノッカーズ事件現場を何度か目撃しており、新宿にラフ・J・ダイアモンドが出現した時にもいち早く駆けつけ、ラフ・Jと超次の乱闘を目撃、その最中、超次がノッカーズ能力を持つことに気づいた。その後、学校に侵入したラフ・Jによって入間が連れ去られた現場に居合わせ、さらに超次がジエンドの能力を解放した新宿の事件にも駆けつけ、彼の母・真澄と接触した。当初は好奇心からノッカーズ事件を追いかけていたが、超次らと関わったことでノッカーズという存在について認識と理解を深めつつある。体が弱いらしく走ったり長時間歩くことが不得手で、薬が手放せない生活を送っているほか、常人は知覚できない霊体である「クランド」を視認している。
高階 一平（たかしな いっぺい）
声 - 石塚運昇
警視庁対異能者対策特別部隊「BOOTS」（ブーツ）第1班所属。数少ない「ブースター」装着隊員の中でもエースと目される男性。第1話にてコンビニエンス強盗を働いたラフ・J・ダイアモンドの左腕を、ブースターの右腕を「ガルバニック・チャージ」でドリル状に変形させ粉砕した。その後、ノッカーズ犯罪者の動向に注目し独自に調査を行っていたが、折しも新宿高層ビルへの出動命令を受け、催眠にかけられた同僚がその場でノッカーズ達を無差別攻撃するのを目の当たりにした。彼自身はシュライクによる集団催眠を免れたが、シュライクの仮面を装着され、意識を乗っ取られた挙句、ジエンドに対する攻撃に及ぶ。事件後、第1班が活動自粛を命じられる中、彼は独自に行動を開始した。
ブースター（BOOSTER）
BOOTSが装備する「対犯罪能力者用武装システム」。この作品におけるブースター「8式」は分厚い手提げ鞄状のケースに収納され、装着者による開錠と「ブースト」の声と共に内部から繊維状のものが隊員の身体に絡みついて衣服状となり、同時に装甲を自動的に装着する、一種の強化服として表現されている。個体により頭部形状や腕の主武装（剣、槍、ガトリング銃、弓などの形状をしたものが確認できる）や腕部変形機構「ガルバニックチャージ」の状態（高階の使うドリル状のもの他）が異なる。

巫史（かん ふみ）
科警研からBOOTSに出向している技術者。高階たちフリーダムな面々には手を焼かされている。技術者なだけにクランドの力やがしゃん坊の呪術染みた戦い方にはついて行けない事がある。
ラフ・J・ダイアモンド（ラフ・ジャック・ダイアモンド）
声 - 伊藤健太郎
第1話で新宿に出現したノッカーズ犯罪者。本来は横浜市を本拠とし、推定180人以上を殺害した凶悪犯。最初は人間体のままコンビニで万引きをしていたが、店員に見咎められ能力者としての姿を現した。その姿は全身が硬質のトゲの様な突起で覆われた巨体を持つ。現場へやってきた超次と交戦中、駆けつけたBOOTSの高階によって左腕を破断され撤退した。その後、シュライクによる招集を受け超次を仲間にしようとするが失敗、代わりに入間を連れ去り、共に新宿高層ビルへ向かうが、待ち構えていたBOOTS部隊と交戦、重傷を負った。性格は粗暴で知性も高いとは言えない男だが、ブースター装着者の攻撃から入間を庇い、さらに無垢な彼女に対しあくまで被害者として振舞うように忠告する一面を持つ。顔面に大きな傷跡があり、人間体として行動する際には、帽子とマスクで顔をすっぽり隠している。なお、強盗や暴行は作中で幾度か行なっているも、婦女暴行は主義に反するようで、超次との口喧嘩で「強姦ヤロウ」呼ばわりされた際には「俺はそんな汚れた事はしねえ!!」と反論している。
第2部ではZ-ENDを探す者に度々関わり「俺は電話帳じゃねぇ！」と少々腐っていた。が、なんだかんだと店に出入りしているように超次を認めているような発言が見られる。また入間に対しては贔屓している面があり、超次と入間の間に不仲が起きた際には入間の肩を持つことが多い。
シュライク
ジエンドやオプイェクト同様、消滅した多世界を渡りながら超次らの世界にやってきた存在。特定の実体は持たず、ドミノマスク状の仮面に意識を宿し、それを装着した者の意識を乗っ取って行動する。また、装着者と会話をした相手を催眠状態に陥れ、その感情や行動をも操ってしまう。ジエンドとの因縁は定かでないものの彼の抹殺を企て、第4話～第15話にかけて犯罪セラピスト・苗凪 拓実（なえやぎ たくみ）の肉体を乗っ取って行動、多数のノッカーズに呼びかけ集結させると共に、その現場にBOOTS部隊を誘導、両者の衝突を招くことでジエンドをおびき出し、その自滅を図ろうとした。事件後、彼の仮面は現場から持ち去られ、その行方は杳として知れない。
第二部においては白夜が組織した集団、「BIRTH」のメンバーの中に姿が確認された。マスクは他作品も含め幾度も行方不明・破損しているが、それでも消滅することなく幾度も現れている。
スカラベ
ノッカーズの闇医者。指先がメスと縫合針に変化し、自らの生命力で精製する『糸』でけが人の治療を行う。処置した『糸』はスカラベの意志で消す事も出来る為、患者は傷が完治するまでは逆らえない（ラフ・Jは手っ取り早く治療費を稼ごうとヤクザ相手にカツアゲしていた）。変化したラフ・Jを軽々と扱う剛力の持ち主。
武士神（ぶしがみ）
声 - 中井和哉
「殺生神」とも呼ばれ、500人以上のノッカーズを殺害した「ノッカーズハンター」。狼男に変身する能力を持つ。
行動に理屈を持ち出す事を嫌い、「気にいった者は生かし、気にいらない者は斬る」と言うシンプルな「獣の感覚」で判断する。そのため一般的な倫理観からは程遠い男であり、警視庁でも危険視している存在だが、弟子としている千練には戦うことを禁ずるなど自分自身に課した何らかのルールを持っている。したたかさと強さを併せ持ち、後述の万象剣・武士神も相まって非常に強力。
万象剣・武士神
透明な刃を持つ日本刀で「武士神」の通り名は本来この刀の名を指す。透き通った刃その物が平行世界の狭間に存在し、武士神の問いかけに対して斬った対象を選択する事で「斬ったかどうか」を後で決める事が出来る。ジエンドの片腕を斬った際にはジエンドの存在が巨大すぎたためか、刀身がサビ刀に変わってしまった。
千練 勇気（ちねり ゆうき）
声 - 沢城みゆき
ノッカーズハンター武士神の弟子であり、「ジエンド」より約3年前が舞台となっているラジオドラマ「ニードルアイ」の主人公。武士神の弟子となった事で現在は戦う事を禁じられており、専らサポートに徹している。
サポートは武士神が相手を斬った際に余計な事故を防ぐなど。そのために大型自動二輪免許（限定解除）も取得している。ただし小柄なため大きなバイクでは脚が届かず、武士神のバイクを運転する際にはシートではなくタンクの上に跨っている。また元来の能力に加えて猫を模した衣装もあってか、猫じみた行動・表情をとることが非常に多い。
鎧竜（ヴィヴィル）
両肩から巨大な角を生やし、強固な甲殻で身を鎧ノッカーズ。その角や甲殻に絶対の自信を持っており、最強と呼ばれるジエンド相手にも退くことなく立ち向かう。ジエンドに角・甲殻ともに破壊され敗れるも、再生すれば強度が上がるという旨の発言をしている。また強靭な再生力も有している。実際にはかなりの年配者の模様。
がしゃん坊
「草薙流夔力（きりき）占術」を使いこなす陰陽師の少年。鬼と合体した過去を持ち 携帯用キーボードの音声を高周波に変えて戦う。体を巨大な鬼の足の変化させて（夔力占術「醍鬼苦（だいキック）」）、ジエンドに闘いを挑んだ。また、使用頻度の高い呪符はロールテープ状にしたものを使用している。
戦闘時は10代後半～20歳ほどの姿だが実体は小学生ほど。性格はかなり悪く一度キレると手がつけられない。また正体を現してからはコミカルな演出担当となることもあり、ヴィヴィルと戦闘中に賭け事を始めるような面もある。
鉄面ギルド
鉄面を被った複数のノッカーズ。合体分離する能力を持つがその実態は１人のノッカーズである。本体はゴミに埋もれた自室内でサッカー観戦をしながら分身を操っていた。仮面の下にはただれたような素顔が見られることや高階への発言から、かつて何らかの差別に合っていた模様。

### 第二部から登場したキャラクター
河内大志（かわち たいし）
都内の中学校に通う学生。後述する転校してきた少女・新郷成に一目ぼれするが、彼女がノッカーズだった事から姿を消した事に心を痛めていた。ネットで見つけた「Z-ENDへの救援メール」を出し続け、108回目にしてきた返信から猟犬亭を訪ねる。
繊毛虫の企てた廃ビル占拠事件において超次と共に突入して体を張って彼女を止め、その手を取った。以後拘置所に収監された成と文通を続けている。
九州出身の明るく真摯な心を持つ少年だが、その言動は一言多かったり言っている内容が適当なことが少なくはなく、超次に拳骨を喰らう機会が多い。
新郷成（しんごう なる）
東北から大志の中学に転校してきた少女。能力開放時には顔面が昆虫の様な姿になり、頭部から鋭い爪と鎌を持った6本の足が生える。5歳でオルタレイション・バーストを起こしてノッカーズになり、家族・親せきからも疎まれ「差別が少ない」と言う噂だけで東京に送りだされた。クラスメイト相手に能力を使ってしまい失踪、繊毛虫に唆されて廃ビルの占拠に参加してしまう。故郷の訛りにコンプレックスがあった為か「アクセント」と名乗った。
事件後ノッカーズ拘置所に収監されるが、研究者・成井に変装した繃子の煽動と誘いを拒んだため重傷を負った。
亀甲マン（きっこうまん）
鞭と縄を操り戦うSM趣味のノッカーズ。「正義の変態」と呼ばれている。マスクには『甲』の一文字があしらわれている上、胴体は全身タイツのようなものの上から亀甲縛りでキツく締められており、この世の緩みを締め直すことをポリシーとしている。その正体は猟犬亭の常連客で立派な口ひげを生やした明るく飄々とした中年男性。
出動の際には『正装』する主義と言う事から変身するのではなく、コントロール系の能力を持つノッカーズである。戦闘スタイルはスパイダーマンのそれに近く、縛るための縄を駆使した多彩な戦法をとる。コミカルかつ下ネタのキャラクターではあるものの決して実力は低くはなく、支援から直接戦闘まで幅広い範囲での活動を可能とする。
名称不明のノッカーズ
猟犬亭によく出入りしているアフロとサングラスが特徴的な、痩せたタラコ唇の若者。ラフや亀甲マンと同じ席でいることが多く、特にラフと行動を共にすることが多い。自身の発言からノッカーズであることが判明しているが、作中で能力を発揮することはなく、また名前も最後まで出てくることはなかった。
フィードバック・ジョー
魔法使いとピエロと大道芸人が混ざったような姿をした、時空の魔術師と呼ばれるノッカーズ。その正体はパントマイムが得意で優しい微笑みが特徴的な青年神父「ジョー・カイロス」。ノッカーズスラムにある教会（元は結婚式場）に住んでいる。
子供の敵は許さないと言うスタイルで誘拐や虐待、人身売買を専門に対処するヒーロー。だが、かつてオルタレイション・バーストでノッカーズとなった孤児をそうとは気付かず殺してしまった負い目から繃子に利用される。超次と出会ってからは友人としての態度を保っており、サンデー×マガジンクロスラインで登場したキャラクターの中でも出番が多い。子供へ危害を加える大人に対しては子供たちへのそれや日頃の温和さからは程遠く、残虐な方法をとることも辞さない冷酷な一面も持ち合わせている。また、聖職者なので超次同様に彼も童貞である。
高寺樋水（たかでら ひすい）
大志と同じ学校に通うクールな印象の少女。剣道部に所属しており、そこらのチンピラなぞ物の数ではない腕前。「Z-ENDを探している」と言って猟犬亭に居座ってしまう（超次がZ-ENDとは気付いていない）。
その正体は警視庁科警研の高寺博士の娘で発火能力系ノッカーズを狩る謎の「氷結能力者」。2010年において最新型ブースター「8式（約4ｋｇのトランク型）」を上回る直径10ｃｍのコンパクトサイズのブースターを使いこなすブースター使いの天才で、赤ん坊の頃からブースターのベースマテリアルである「デミアジウム」に干渉し能力を発揮していた。
幼少時、発火能力者だった母を氷結能力で死なせてしまった事から父親との間にも溝が出来ており、ぶっきらぼうながら「情」を感じさせる超次に『父性』を感じていた。また子供らしさを捨てようとしていることもあってか、日頃のきぜんとした態度の中にふっと年相応の姿を見せることもある。好物は超次に食べさせてもらったサーターアンダーギー。
樋水専用ブースター
高寺博士が極秘裏に与えたブースター（竹刀の鍔に擬装）。「面影に立つは～」と言うキーワードで「武蔵」「与一」「義弘」など複数の形態と能力を発揮し、自身の固有の能力として氷結能力とあらゆるブースターを外部干渉してコントロールできる。従来のブースターとは一線を画する存在である。
高寺博士（たかでら - はかせ）
樋水の父親。科警研の科学者でブースター開発が専門。妻が発火能力を暴走させた事で亡くしてからは発火能力者を目の敵にし、娘の樋水の能力を利用してZ-ENDを倒そうとした。
その精神は妻を失くした時点で「壊れて」おり、樋水の自滅はおろか「Z-ENDの暴走＝世界の滅亡」と言う事実も認識していない（もっとも、Z-ENDにそれだけの力があるという事実は限られた者しか知らない）。それどころか娘である樋水への想いも歪んでいるという次元のものではなく、狂気の中で生き続けている。
拘置所内に遺された亡き妻の「能力の残り火」に執着している。両腕を損傷し、手袋を付けている。妻を止めようとした時の火傷と言っているが、実は樋水を止めようとした際の凍傷。
繊毛虫（せんもうちゅう）
成を含めた数人の未成年ノッカーズを煽動して廃ビルを占拠、BOOTSと殺し合わせる事で世論を操作しようとした卑劣漢。本名は桐巻清志郎（41）後述の白夜の組織、『BIRTH』の尖兵だった。
迫走（ひゃくそう）
首都高速で連続傷害致死事件を起こしたノッカーズ。最高速度は500ｋｍ/ｈを誇り、「速さ」こそ至上として遅い者を見下している。本人はあくまで金で雇われただけのチンピラで、『BIRTH』の計画した作戦に利用されていた。
繃子（ペンツ）
「白夜」と呼ぶ人物に仕えているノッカーズ。他人に変身する能力があり、潜入工作や変身した姿を利用して他者を操る卑怯者。その正体は餓鬼にも似た体形の小男。
「白夜」
数多くのノッカーズ犯罪を画策し、『BIRTH』と呼ばれる組織の首謀者。「もう一人の最凶」を名乗り、Z-ENDと同じ力を持つ。

### 他作品からの登場キャラクター
アルクベイン
声 - 杉田智和
演 - 伊藤友也
「ALCBANE」の主人公、台場 巽（だいば たつみ）が、独自に制作した強化スーツを着用し、自作の量子コンピュータ「スパーク」と繋がったマスクを装着した姿で、同作品におけるヒーロー。ノッカーズとノーマルの区別無く、犯罪者を取り締まるべく行動するクライムハンター。「ジエンド」第一部の最終話となる第15話に登場、新宿高層ビル内における戦闘から脱出するジエンドらを見送っている。
第二部においてはスパークを通じてノッカーズ有志に仕事を割り振るネットワーク（他作品における「エレメンツ・ネットワーク」に相当）を運営している。
クランド
各他世界の同じ空間に転写されて、その空間の守り神になったノッカーズ。霊魂という存在が、霊感の強い人間「依童」と合体する事で実態化した。
リボルバー
ジェントルマン
ネクロマン
声 - 松井謙典/神谷浩史
レイズマン・ゼロ
声 - 高野慎平
マジン団
スタジオ秘密基地
ANSWER & 猫仮面
コスモX
声 - 関智一
五箇山橘花
BEE
VOID

## 書誌情報
- 村枝賢一『ジエンド』講談社 〈マガジンZKC〉 既刊4巻
  1. 2008年3月21日第1刷発行（同日発売）、ISBN 978-4-06-349340-5
  2. 2008年4月23日第1刷発行（同日発売）、ISBN 978-4-06-349350-4
  3. 2008年9月22日第1刷発行（同日発売）、ISBN 978-4-06-349378-8
  4. 2009年2月27日第1刷発行（同日発売）、ISBN 978-4-06-349416-7

- 村枝賢一『Z-END』講談社 〈KCDX〉 全2巻
  1. 2010年4月16日第1刷発行（同日発売）、ISBN 978-4-06-375889-4
  2. 2010年12月17日第1刷発行（同日発売）、ISBN 978-4-06-375942-6

現在『ジエンド』のみeBookJapanにて電子書籍版が販売中であり、第4巻には前述の『ヒーロークロスライン アフターミッション』に掲載された第37話も収録されている。